# Colbert Clark
Pour les articles homonymes, voir Clark.
Colbert Clark (né le 31 août 1898 à Galesburg en Illinois, mort le 4 mai 1960 à Coronado en Californie) est un scénariste, réalisateur et producteur américain.
En tant que producteur pour la société Columbia Pictures, il a été responsable de la production de westerns avec le personnage de Durango Kid.

## Biographie
Il est le beau-frère de William Witney.

## Filmographie partielle
- 1932 : L'Aigle de la mort (scénario)
- 1933 : La Chevauchée de la gloire (The three Musketeers) co-réalisateur avec Armand Schaefer
- 1933 : Fighting with Kit Carson  co-réalisateur avec Armand Schaefer
- 1933 : The Wolf Dog (en) (réalisateur)
- 1934 : Burn 'Em Up Barnes (en) (réalisateur)
- 1934 : In Old Santa Fe (scénario)
- 1934 : The Marines Are Coming (en) (scénario)
- 1935 : Waterfront Lady (en) (producteur)
- 1937 : The Wrong Road (en) (producteur)
- 1941 : West Point Widow (producteur)
- 1941 : Among the Living (producteur associé)
- 1942 : Atlantic Convoy (en) (producteur)
- 1943 : The Boy from Stalingrad (en) (producteur)
- 1946 : Desert Command (réalisateur)
- 1948 : Song of Idaho (en)  (producteur)
- 1952 : Junction City (film) (en) (producteur)